# Columna Prada
La Columna Prada fue una unidad miliciana republicana que actuó en la guerra civil española durante los meses de septiembre a diciembre de 1936 en torno a la carretera de Toledo a Madrid y en la batalla por la capital.

## Historial
La primera noticia que se tiene de ella es de finales de septiembre, cuando ya ha finalizado el sitio del Alcázar de Toledo y las tropas sublevadas se preparan para continuar su avance sobre Madrid. La unidad es mandada por el teniente coronel Prada, y está compuesta por unos 1.500-2000 soldados. La situación de la Columna Prada sería aproximadamente entre las carreteras Toledo-Madrid y la carretera de Extremadura. Cuando Varela reanuda el ataque, la Columna Prada es expulsada de Recas y Palomeque, retirándose hacia El Viso de San Juan a mediados de octubre.
A partir de aquí no se tienen datos de la columna, pero muy posiblemente actuó junto a otras columnas por Illescas a las órdenes de Otal y luego de Puigdendolas y tras la muerte de este último a las de Armando Álvarez y Fernández Cavada. Sobre la columna Prada y parte del resto de columnas del sector, pasó a mandar Prada a principios de noviembre de 1936, defendiendo en un primer momento Villaverde (al sur de Madrid). 
La nueva columna Prada irá reforzándose durante el mes de noviembre, llegando a tener unos 5.300 soldados, y combatirá principalmente en el barrio de Usera, defendiendo el cruce del río Manzanares en su sector. El día 7 de noviembre, una unidad de carabineros del teniente coronel Trucharte, que al parecer está destacada en estos días en la columna «Prada», encuentran en el interior de una tanqueta italiana destruida el plan de ataque de los rebeldes sobre Madrid, en donde se indica que el esfuerzo principal para tomar la ciudad se va a realizar por la Casa de Campo. Pronto este informe llega a Miaja y Rojo que reorganizan el frente.
El día 8 de noviembre la unidad resistió al primer ataque de la columna de Helí Rolando de Tella sobre Usera. Este mismo día la Columna Prada queda integrada en un sector mandado por el coronel Emilio Alzugaray. El 9 de noviembre continuaron los ataques, y aunque la columna «Prada» resistió bien en sus posiciones. El 12, a pesar de que el ataque rebelde se dirige por la Casa de Campo, la columna sigue siendo presionada, necesitándose refuerzos de la columna de Líster. El día 13 el batallón «Balas Rojas» de la columna es puesto en fuga en Usera, y Lister tiene que cubrir dicho sector para evitar una penetración enemiga.  
Ya en el mes de diciembre, cuando el frente se estabilice, la Columna Prada se renombró en la Brigada Mixta «C» (21 de diciembre) y posteriormente en la 36.ª Brigada Mixta (1 de enero de 1937). Batallones de la columna fueron «Nosotros», «16 de febrero», «Acero», «Pablo Iglesias», «Leones Rojos», «España Libre», «Frente de la Juventud», «Félix Bárcena», «Mancha Roja», «Espartacus», «guardias de Asalto», y el referido «Balas Rojas». Con los cuatro primeros se formó la 36.ª Brigada.